# Тридзеркальний анастигмат

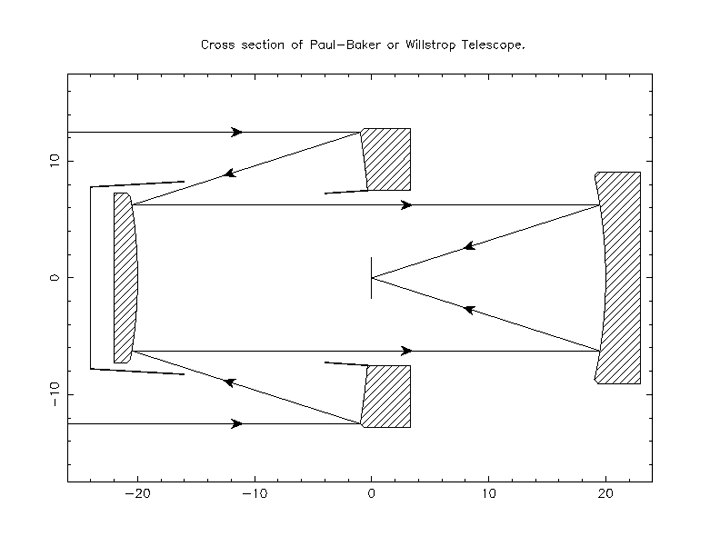
Тридзеркальний анастигмат конструкції Поля або Поля—Бейкера.
Конструкція Поля має параболічне головне дзеркало і сферичні вторинне й третинне дзеркала;
у конструкції Поля—Бейкера вторинне дзеркало замінено на еліптичне для вирівнювання фокальної площини.

Тридзеркальний анастигмат — оптична система телескопа-рефлектора з трьома кривими дзеркала, яка дозволяє мінімізувати три основні оптичні аберації — сферичну аберацію, кому та астигматизм. Застосовується, перш за все, для забезпечення широких полів огляду, значно більших, ніж це можливо для телескопів лише з однією або двома вигнутими поверхнями.
Телескоп лише з одним вигнутим дзеркалом, наприклад ньютонівський телескоп, завжди матиме аберації. Якщо дзеркало сферичне, він страждатиме від сферичної аберації. Якщо дзеркало зробити параболічним (щоб уникнути сферичної аберації), то він страждатиме від коми та позаосьового астигматизму. В оптичних схемах із двома вигнутими дзеркалами, таких як телескоп Річі — Кретьєна, можна також мінімізувати кому. Це дозволяє ширше поле огляду, а залишковий астигматизм навколо викривлених об'єктів є симетричним, що дозволяє проводити астрометрію в широкому полі огляду. Утім, астигматизм можна зменшити, включивши третій оптичний елемент. Коли такий елемент є дзеркалом, результатом є тридзеркальний анастигмат. На практиці конструкція може містити також деяку кількість плоских згорткових дзеркал, які застосовують для згинання оптичного шляху в зручніші конфігурації.

## Історія
Для уникнення всіх аберацій третього порядку можна застосувати багато тридзеркальних комбінацій. Загалом така задача потребує розв'язання доволі складної системи рівнянь. Однак, деякі конфігурації досить прості, щоб їх можна було спроектувати, виходячи з кількох інтуїтивно зрозумілих концепцій.

### Схема Поля

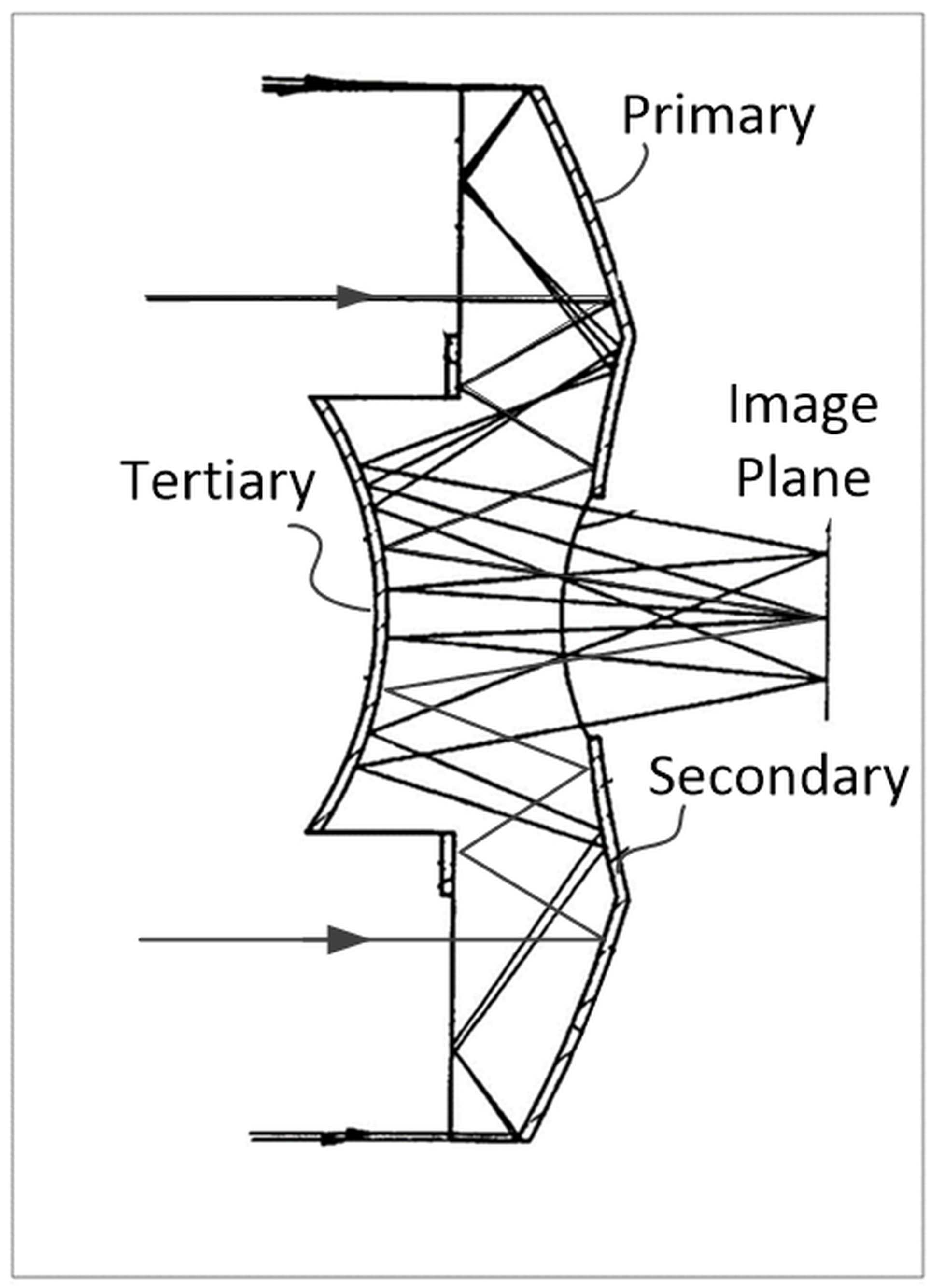
Тридзеркальний анастигмат Ейзенберґа

Вперше телескоп такого типу запропонував французький астроном Моріс Поль в 1935 році. Основна ідея схеми Поля полягає в тому, що сферичні дзеркала з вхідною діафрагмою в центрі кривизни, мають лише сферичну аберацію — без коми чи астигматизму (але вони створюють зображення на вигнутій поверхні, радіус кривизни вдвічі менший від радіуса сферичного дзеркала). Таким чином, якщо виправити сферичну аберацію, можна отримати дуже широке поле зору. Це схоже на дизайн телескопу Шмідта, але в останньому виправлення зроблено за допомогою пластини-коректора заломлення замість третього дзеркала[джерело?].

### Схема Поля — Бейкера
Схема Поля мала викривлену фокальну поверхню, це було виправлено в схемі, яку запропонував 1969 році Джеймс Ґілберт Бейкер. У схемі Поля — Бейкера відстань до вторинного дзеркала більша, а його форму змінено на еліптичну, що виправляє кривину поля і робить фокальну поверхню плоскою.

## Приклади
Широке поле огляду, практично позбавлене аберацій, при збереженні високої світлосили в цьому дизайні зробило його одним із найбільш популярних для інструментів, що націлені на глибокі огляди неба:
- Космічний телескоп ім. Джеймса Вебба є тридзеркальним анастигматом з еліпсоїдальним первинним дзеркалом, гіперболоїдним вторинним і еліпсоїдальним третинним[4].
- У космічному телескоп Евклід застосовано схему Корша, один із варіантів тридзеркального анастигмата[5].
- Великий синоптичний оглядовий телескоп (обсерваторія ім. Вери Рубін) застосовує схему Ейзенберґа—Пірсона з додатковим рефракторним коректором.
- У Надзвичайно великому телескопі застосовано схему тридзеркального анастигмата (із двома додатковими плоскими дзеркалами).
- Космічний телескоп Ненсі Грейс Роман застосує тридзеркальний анастигмат із еліпсоїдальним первинним, гіперболоїдним вторинним і еліпсоїдальним третинним дзеркалом[6].